# يان بوتز
يوهانس يان بوتز (بالهولندية: Jan Peutz)‏ (م. 24 مارس 1886 – و. 20 ديسمبر 1957) هو طبيب باطني هولندي راحل. نشر عام 1921 تقرير حالة عن تكون سلائل وأخضاب، سميت لاحقًا بمتلازمة بوتز-جيغرز.